# Neumühle (Regnitzlosau)
Neumühle ist ein Gemeindeteil der Gemeinde Regnitzlosau im Landkreis Hof (Oberfranken, Bayern).

## Geografie
Die aus einem Doppelhof bestehende Einöde liegt zwei Kilometer nordöstlich von Regnitzlosau nahe der Westspitze einer Flussinsel, die von der Südlichen Regnitz gebildet wird. Das seit 2001 entlang dem Flusslauf bestehende und gut 145 Hektar große Naturschutzgebiet Südliche Regnitz und Zinnbach umschließt den kleinen Ort an drei Seiten, er selbst gehört jedoch nicht dazu. Unmittelbar westlich von Neumühle führt eine Ortsverbindungsstraße vorbei, die nördlich der Einöde von der Staatsstraße 2453 abzweigt und in den südlich gelegenen Nachbarort Mühlberg weiterführt.

## Baudenkmal
Als Baudenkmal stehen die mit „1752“ und „1812“ bezeichneten Türrahmungen des Hauptgebäudes unter Denkmalschutz.